# Elezioni parlamentari nelle Isole Åland del 1999
Le elezioni parlamentari nelle Isole Åland del 1999 si tennero il 17 ottobre.

## Risultati
| Liste                         | Voti   | % | Seggi |
| ----------------------------- | ------ | - | ----- |
| Liberali delle Åland          | 3.463  |   | 9     |
| Centro delle Åland            | 3.292  |   | 9     |
| Moderati delle Åland          | 1.750  |   | 4     |
| Obunden Samling               | 1.537  |   | 4     |
| Socialdemocratici delle Åland | 1.427  |   | 3     |
| Ålands Framstegsgrupp         | 580    |   | 1     |
| Totale                        | 12.049 |   | 30    |